# Maculonaclia brevipenis
Maculonaclia brevipenis är en fjärilsart som beskrevs av Griveaud 1964. Maculonaclia brevipenis ingår i släktet Maculonaclia och familjen björnspinnare. Inga underarter finns listade i Catalogue of Life.